# Augustianie

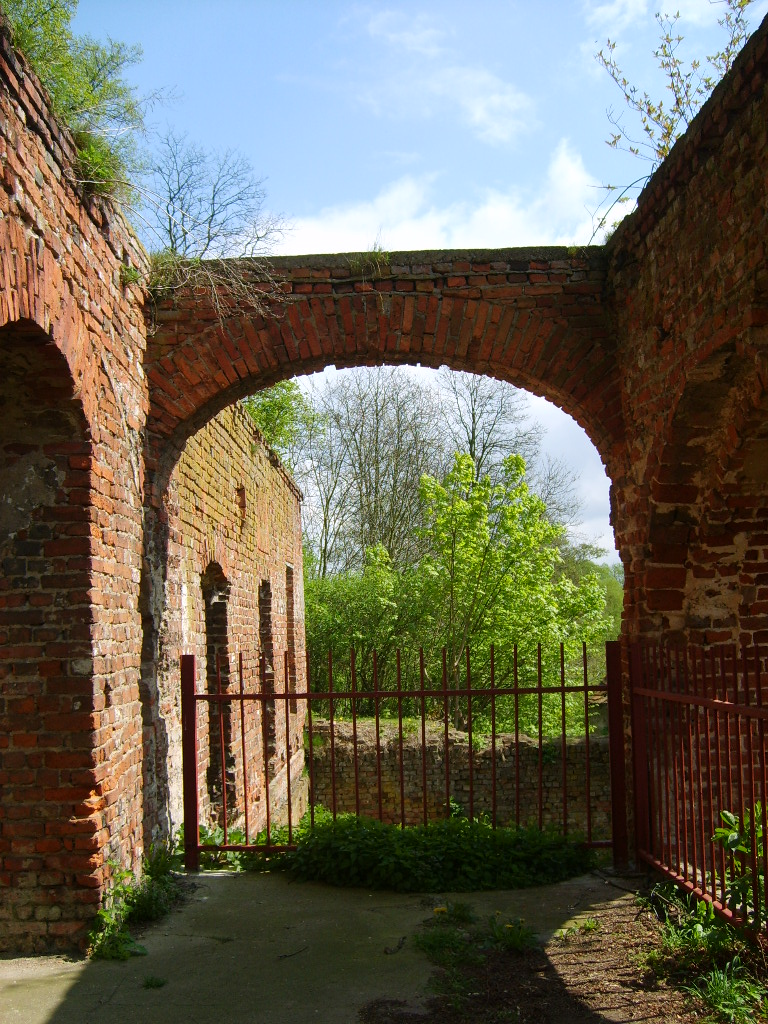
Ruiny klasztoru Augustianów w Policach-Jasienicy

Zakon Świętego Augustyna (Augustianie, łac. Ordo Sancti Augustini – OSA; do 1963 augustianie-eremici, łac. Ordo Eremitarum Sancti Augustini, OESA) – zgromadzenie zakonne powstałe 1 marca 1256 po zjednoczeniu wielu wspólnot eremickich, które żyły według reguły św. Augustyna.
Augustianów zalicza się do zakonów żebraczych. Ich ubiorem jest czarny habit z kapturem i skórzanym pasem. Prowadzą oni działalność naukową, misyjną, społeczną oraz pracują wśród ludzi chorych, ubogich, upośledzonych i odrzuconych na margines społeczeństwa.

## Członkowie zakonu
Z zakonu augustianów wywodzą się: jeden papież (Leon XIV), 16 kardynałów, 6 patriarchów, 78 arcybiskupów, 552 biskupów, 5 świętych i 141 błogosławionych (stan na 12 maja 2025). Do zakonu należeli m.in.: Aegidius Colonna Romanus, Bonaventura Badoer, Luis de León, Izajasz Boner, Marcin Luter – ojciec reformacji, Grzegorz Mendel – prekursor genetyki, Andrés de Urdaneta, Tomasz z Villanuevy, Walenty Scholar – astronom, brat Eneasz – współtwórca almanachu astronomicznego, Piotr z Krakowa – teolog, Wilhelm Gaczek, Grzegorz Uth.

## Augustianie w Polsce
Do Polski augustianie zostali sprowadzeni przez Siemowita III w 1356 na Mazowsze do Rawy i do Warszawy, a dwa lata później do Ciechanowa.
Klasztory w Polsce należały do prowincji bawarskiej i były podzielone na trzy okręgi: polski, mazowiecki i ruski. Do okręgu polskiego należały klasztory w Krakowie, Olkuszu, Książu Wielkim, Wieluniu, Krasnymstawie i Pilźnie; do mazowieckiego klasztory w Warszawie (1356), Rawie (1356) i Ciechanowie (1358); do ruskiego w Brześciu Litewskim i Grodnie (1494). Samodzielna polska prowincja zakonna powstała 6 lipca 1547. W okresie reformacji nastąpił kryzys, który spowodował spadek liczebności wspólnot zakonnych (we wszystkich klasztorach było dziesięciu ojców, z czego jeden w Ciechanowie). Ponowny rozwój zaczął się w XVII wieku. Klasztory na terenach zaboru rosyjskiego zostały zniesione po Powstaniu styczniowym w ramach szerszej kasaty w 1864. Do XX wieku przetrwał tylko klasztor w Krakowie.
W 1950 augustianie zostali zniesieni w Polsce przez ówczesnego metropolitę krakowskiego, Adama Sapiehę, ze względu na udział zakonników w ruchu księży patriotów. Reaktywowani w początku lat 80. XX wieku. Do tworzonej od podstaw struktury nie przyjęto byłych zakonników sprzed 1950.
Na dzień 8 maja 2025 prowincja polska posiada 3 klasztory: dwa w Krakowie i jeden w Łomiankach k. Warszawy. Są to: klasztor pw. św. Katarzyny Aleksandryjskiej Dziewicy i Męczennicy, przy którym działa Kościół św. Katarzyny Aleksandryjskiej i św. Małgorzaty w Krakowie oraz jedyne w Polsce Zgromadzenie Sióstr Świętego Augustyna, klasztor pw. Matki Bożej Dobrej Rady przy którym działa Kościół św. Mikołaja z Tolentino w Krakowie oraz klasztor pw. Matki Bożej Pocieszenia w Łomiankach.